# Pallamallawa
Pallamallawa – miasto w Australii, w stanie Nowa Południowa Walia.